# Zainteresowanie elementami przedmiotów
Zainteresowanie elementami przedmiotów – jedna z cech diagnostycznych według ICD-10 i DSM-IV, która może wystąpić u osoby z zespołem Aspergera lub innymi zaburzeniami związanymi ze spektrum autyzmu. Polega na silnym pochłonięciu przez cechy (najczęściej wzrokowe lub dotykowe) przedmiotów (np. wpatrywanie się w jedną rzecz tj. talerz zupy przez kilka godzin czy zabawa polegająca na długim przetrzymywaniu czy rozgniataniu przedmiotu w rękach).